# Nördlicher Weißbartlangur
Der Nördliche Weißbartlangur (Semnopithecus vetulus philbricki) ist eine Unterart des Weißbartlanguren (Semnopithecus vetulus). Er kommt in den Trockenwäldern des nördlichen und östlichen Sri Lanka vor.

## Merkmale
Der Nördliche Weißbartlangur ist dunkel braungrau gefärbt. Er ähnelt der westlichen Unterart (Semnopithecus vetulus nestor). Im Unterschied zu dieser sind jedoch das Gesäß und der Schwanz kaum heller als Rumpf und Gliedmaßen. Nur die Schwanzspitze ist weißlich bis orangebraun abgesetzt. Der untere Beinabschnitt, die Unterarme sowie Hände und Füße sind schwärzlich. Der weißliche Backenbart ist sehr lang.

## Lebensraum und Lebensweise
Der Nördliche Weißbartlangur kommt in den Trockenwäldern des nördlichen und östlichen Sri Lanka vor. Das Verbreitungsgebiet hat eine Fläche von 20.300 km², es ist aber stark fragmentiert und die Affen bewohnen dort nur 20  bis 40 relativ feuchte Regionen mit immergrünen oder teilweise immergrünen Bäumen. Diese Regionen liegen teilweise geschützt in Schluchten und haben eine Fläche von nur 3300 km². Der Nördliche Weißbartlangur ernährt sich ausschließlich von Pflanzen und etwa 52 bis 63 % seiner Nahrung bestehen aus Blättern, wobei junge Blätter bevorzugt werden. Früchte machen etwa ein Viertel der Nahrung aus. Außerdem frisst er Blüten und Samen. Während des Monsuns von Februar bis März ernährt er sich zu 95 % von Blättern, in der Trockenzeit von Juli bis September werden vermehrt Früchte verzehrt. Die Affen leben in Gruppen, deren Größe bei 3 bis 14 Exemplaren liegt. Die Paarung findet meist von Oktober bis Februar statt und die meisten Jungtiere werden zwischen Mai und August geboren.

## Systematik
Der Nördliche Weißbartlangur wurde 1927 durch den Plantagenbesitzer und Amateurzoologen William Watt Addison Phillips erstmals beschrieben. Er ist eine von vier Unterarten des 1777 durch den deutschen Gelehrten Johann Erxleben beschriebenen Weißbartlanguren, der auf Sri Lanka endemisch ist. Der Weißbartlangur bildet zusammen mit dem Nilgiri-Langur (Semnopithecus johnii) Südindiens die Untergattung Kasi innerhalb der Indischen Languren (Semnopithecus), die sich durch ein dunkles Fell von den hellgrauen Hanuman-Languren (Untergattung Semnopithecus) unterscheidet. Die vier Unterarten des Weißbartlanguren unterscheiden sich so deutlich voneinander, dass sie auch als unterschiedliche Arten angesehen werden können. Trachypithecus vetulus philbricki ist ein Synonym von Semnopithecus vetulus philbricki.

## Gefährdung
Der Nördliche Weißbartlangur wird von der IUCN als stark gefährdet (endangered) gelistet. Zwischen 1979 und 2015 ist der Bestand um etwa 50 % zurückgegangen. Der Hauptgrund ist der immer weiter fortschreitende Lebensraumverlust infolge von Waldrodungen zur Brennholzgewinnung und um Raum für landwirtschaftliche Nutzflächen zu gewinnen.